# Узкоколейная железная дорога (Виесите)
Узкоколейная железная дорога (Виесите) — узкоколейная железная дорога, существовавшая в 1915—1972 годах  в Латвии. Имела ширину колеи 600 мм. Максимальная длина за время существования — 280 км. Соединяла посёлки Виесите, Нерета, Даудзева, Акнисте и город Екабпилс.

## Строительство линии
Линия была построена немецкими войсками, русскими военнопленными и местными рабочими в 1915—1916 годах. Использовалась как военно-полевая дорога. Соединялась с несколькими другими узкоколейными дорогами небольшой протяжённости, которые использовались как лесовозные дороги (большинство закрыты в 1930-х годах). Имелась ветка в Литву. После ухода немецких войск узкоколейная железная дорога перешла в ведение Министерства сообщений Латвийской Республики. По узкоколейной дороге перевозили в основном лес, свёклу, песок, гравий, почту; имелось пассажирское сообщение. В 1927 году в Виесите было построено новое здание депо.

## Станции (на латвийской территории)
На участке Акнисте — Екабпилс
- Акнисте — Сусея — Слате — Геидани — Дигная — Заса — Берзгале — Видсала — ? — Силини (станция пересадки) — Алдауне — Екабпилс

На участке Нерета — Силини
- Нерета — Ремпи — Лоне — Саука — Жевалди — Виесите (станция пересадки) — Йодели — Заки — Салас

На участке Виесите — Даудзева
- Виесите — Варнава — Сунаксте — Свили — Даудзева

## Эксплуатация
На линии Скапшкис — Сувайнишкяй в Литве работало около 40 рабочих (из них 4 машиниста). Администрация состояла из начальника депо и кассира. В Скапишкисе-1 было кирпичное здание депо на три пути, построенное при реконструкции узкоколейной железной дороги в 1920—1922 годах. Линии от Гейдани до Эглайне, от Калдабруна до Субате, от Бебрене до Двиете, от Заса до Вандани были разобраны в 1925—1927 годах. После этого остались линии от Екабпилса до Акнисте, Нереты и Даудзевы. В 1932 году все ветки в Литву были уже разобраны. Во время Второй мировой войны линии серьёзно пострадали. После войны узкоколейная дорога стала не нужна. В 1960-х годах была закрыта линия от Виесите до Нерета. В 1961 году были закрыты линии от Екабпилса до Силини и от Дигная до Акнисте. Осталась линия от Силини до Дигная и Даудзевы через Виесите. Окончательно узкоколейная железная дорога на латвийской стороне была закрыта в 1972 году. Последний поезд из Виесите в сторону Даудзевы ушел 31 августа 1972 года.

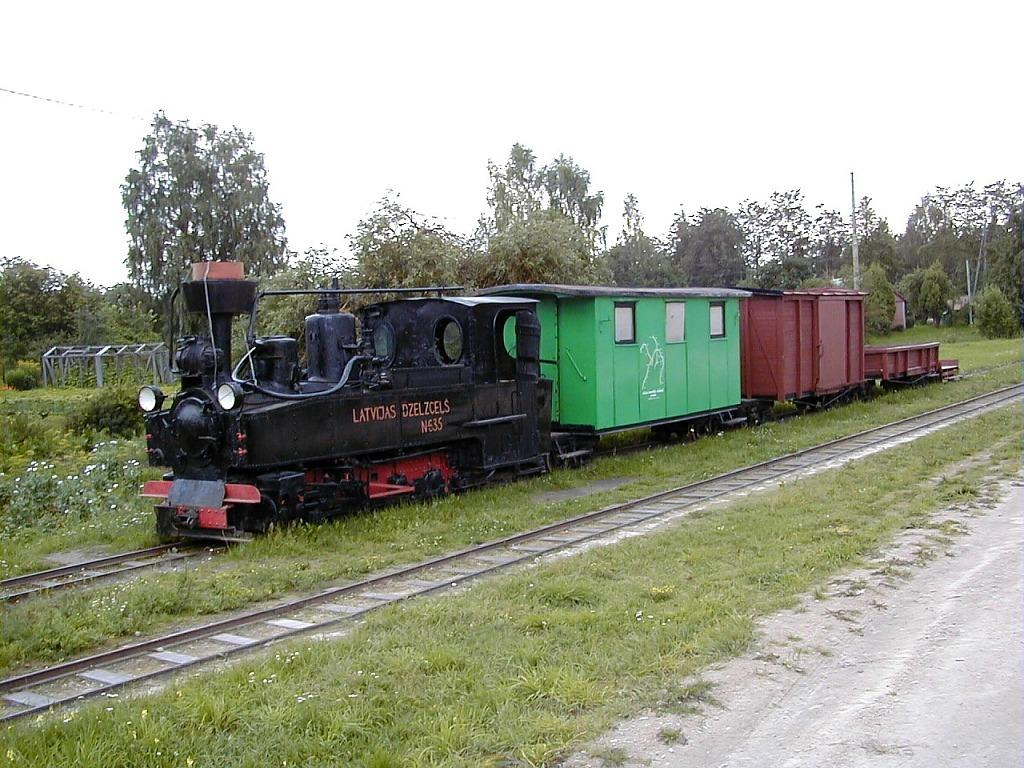
Паровоз и вагоны в музейной экспозиции

## Подвижной состав
На латвийской стороне работали узкоколейные паровозы серии Ml. После 1945 года на дороге было 9 пассажирских вагонов. Грузовой поезд состоял из 9-10 вагонов, а грузо-пассажирский — из 9 вагонов, из которых три всегда и один иногда были пассажирские, два — багажные, остальные — грузовые.

## Настоящее
В настоящее время от большого железнодорожного узла в Виесите сохранились некоторые станционные постройки, здание вагонного депо, небольшой участок пути длиной несколько сот метров, здание локомотиворемонтных мастерских, паровоз Ml-635 (построен в 1918 году), один пассажирский и два товарных вагона, которые составляют экспозицию музея «Селия» (латыш. «Sēlija»). В 2003 году весь состав был перевезен в бывшее депо Виесите, в котором паровоз отреставрировали. В Силини сохранилось здание станции, которое используется как жилой дом. В Акнисте на бывшей железнодорожной насыпи построен символический деревянный состав из паровоза с вагонами. В Нерете и Лоне на месте станций сохранились грузовые склады.
Виеситский узел узкоколейной железной дороги признан памятником культуры государственного значения в 2015 году.

## Фотогалерея

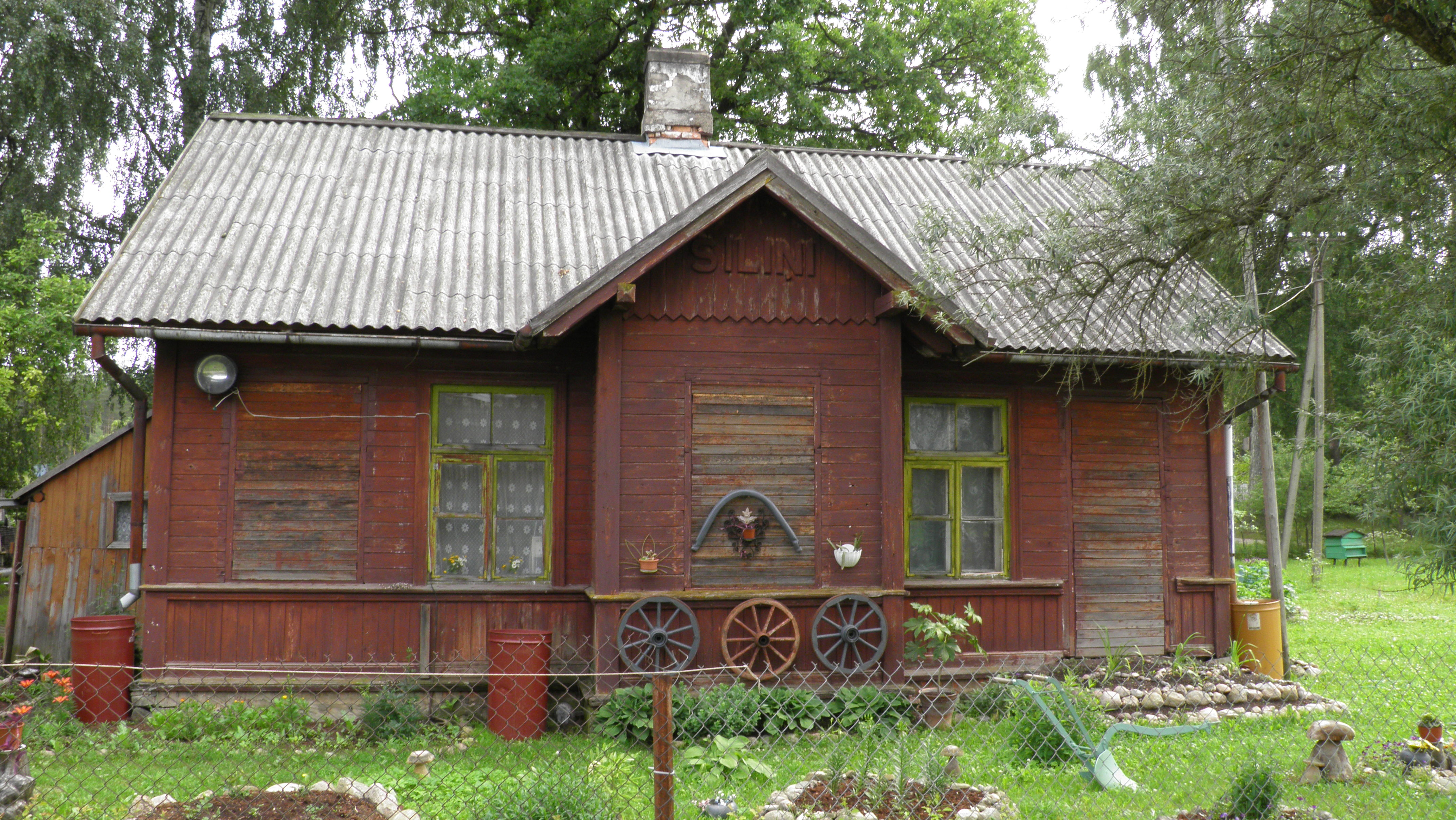
Здание ст. Силини
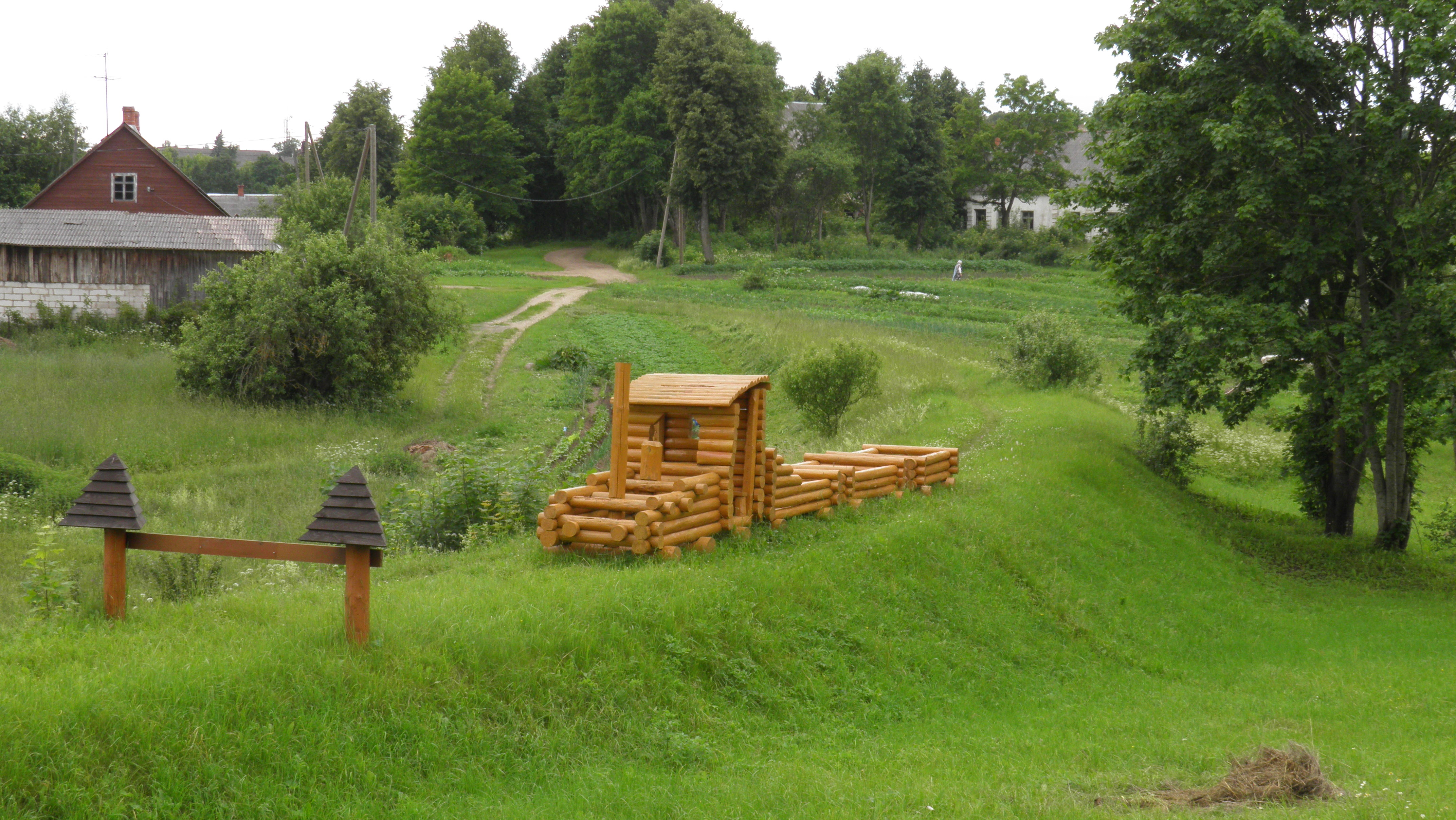
Деревянный паровозик на месте бывших путей в Акнисте
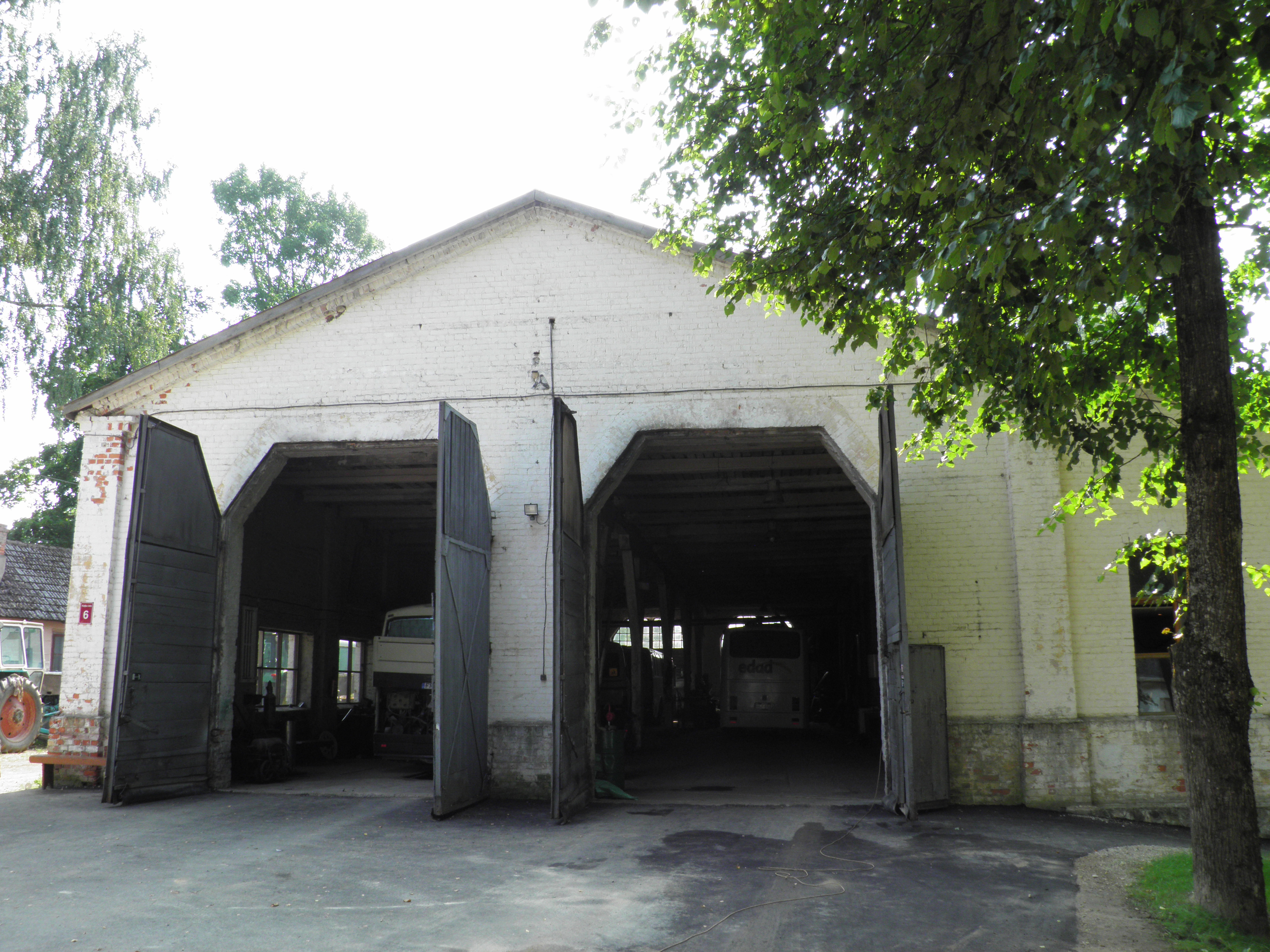
Паровозное депо в Виесите
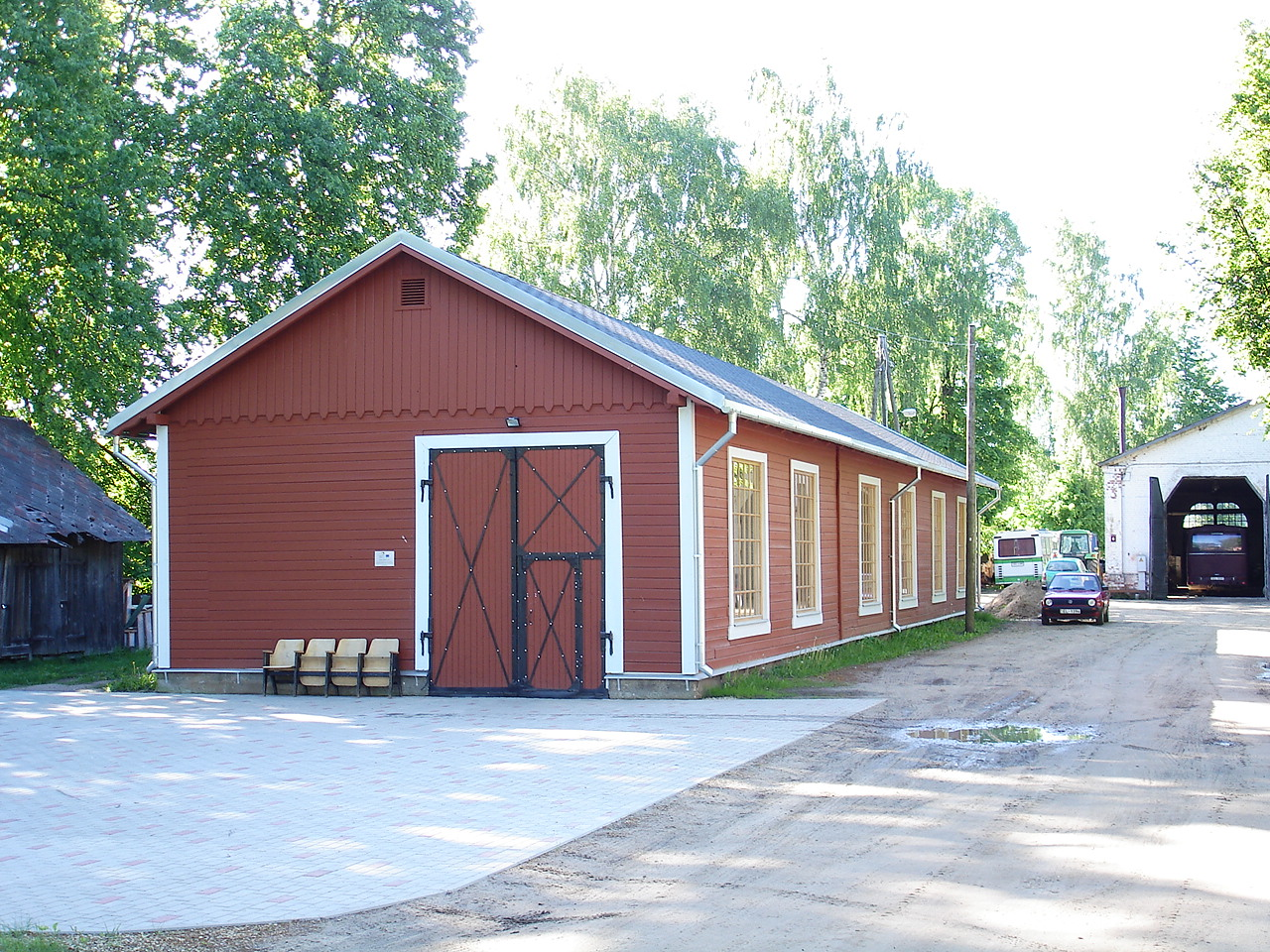
Вагонное депо в Виесите
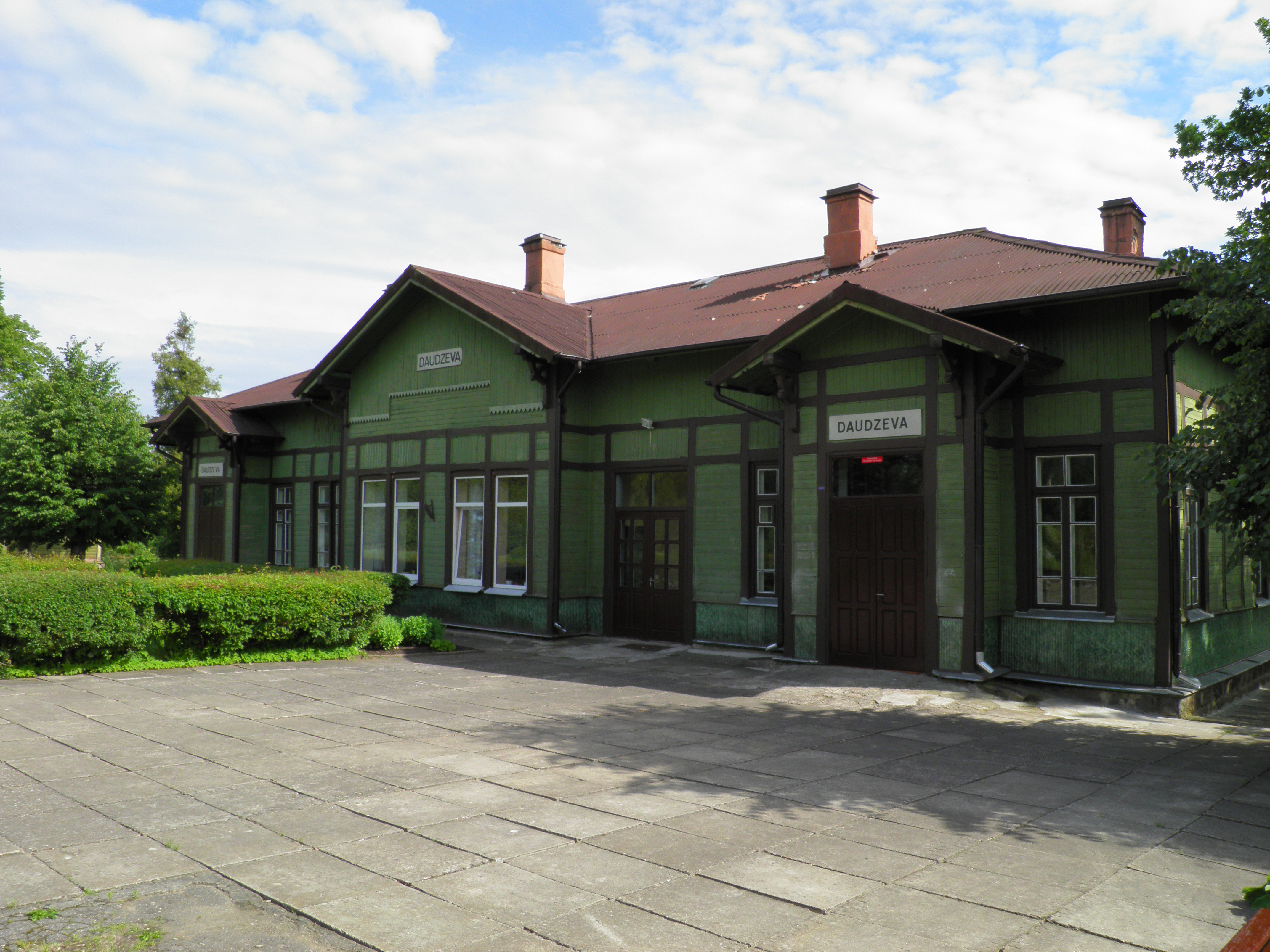
Здание станции Даудзева
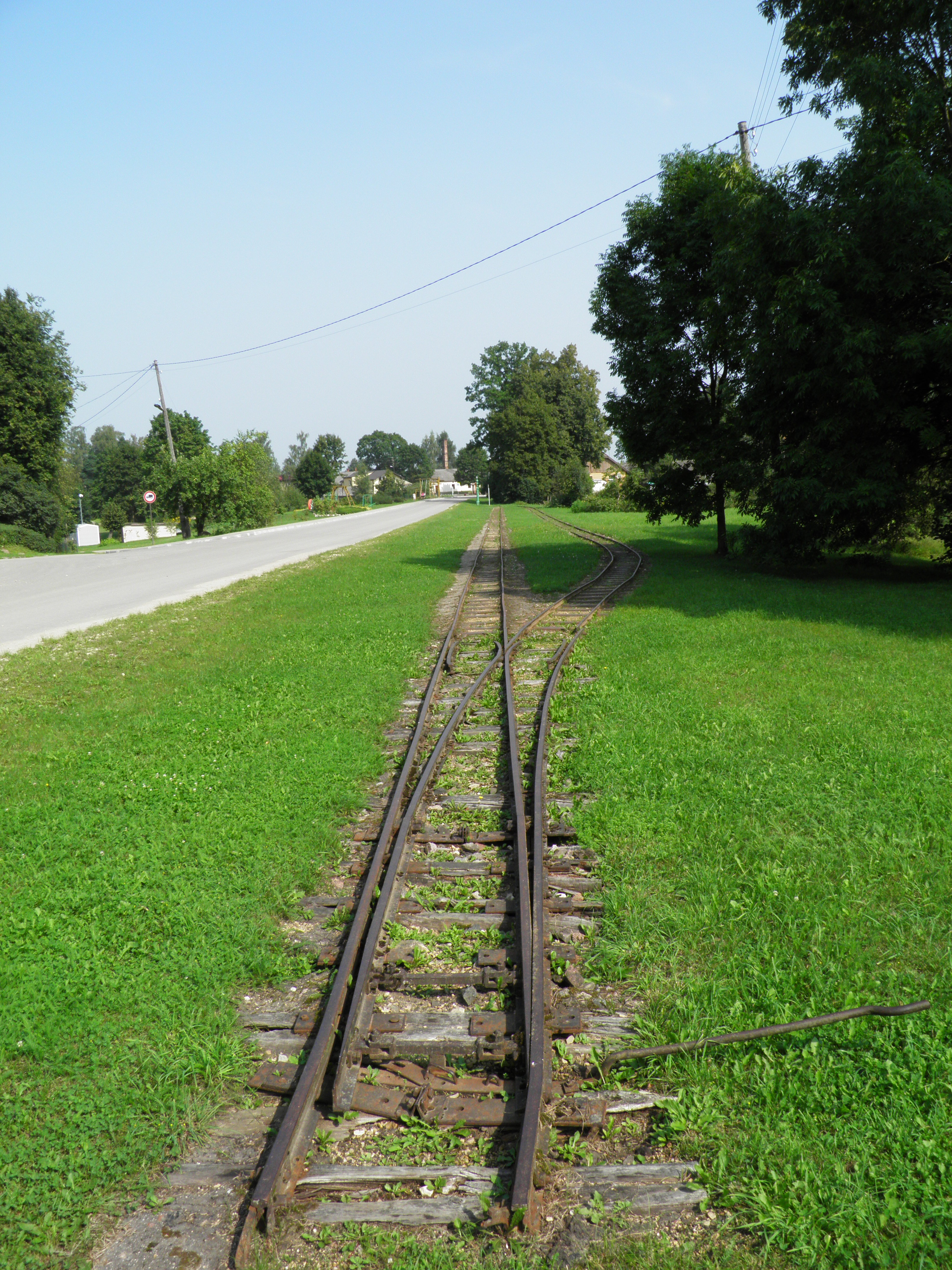
Остатки путей в Виесите